# 地の果てまでも
「地の果てまでも」（ちのはてまでも、Where You Lead）は、1970年に作詞家のトニ・スターンと共にキャロル・キングが作曲し、キングの象徴的な1971年のアルバム『つづれおり』に収録された曲。スタジオ録音と 「スウィート・インスピレーション」とのメドレーの ”Sweet Inspiration / Where You Lead" と名付けられたライブ音源でバーブラ・ストライサンドのトップ40ヒットとなり、歌詞を変更してキングとルイーズ・ゴフィンによって録音されたバージョンがThe WBのコメディ・ドラマ『ギルモア・ガールズ』の主題歌としても使用された。

## オリジナル・バージョン
「地の果てまでも」は『つづれおり』収録の2曲のキャロル・キングとトニ・スターン共作のうちの1曲であり、もう1曲はナンバー1シングル「イッツ・トゥー・レイト」である。キングが「地の果てまでも」の曲と歌詞のほとんどを書いてから「この曲のブリッジが書けません。あなたがブリッジを書いてくれれば曲の[共同作詞]のクレジットに名前を載せます」とスターンの助力を求めた。すでにキングが書いた曲のほぼ間違いなくこびへつらった態度を嫌い、スターンはより力強い物語の声を感じるブリッジの歌詞をすぐに考え付いた。スターンがキングに送った歌詞には "...if you want to live in f***king New York City/ Honey you know I will" という行が含まれていたが、キング自身が "f***king" を削除し、「ニューヨーク市」への言及について『つづれおり』のプロデューサールー・アドラーの許可を求めた。アドラーの許可はすぐに得られ、こうして「地の果てまでも」の歌詞は完成した。
ルツ記の中の "Where you go, I will go" という部分にインスパイアされ、「地の果てまでも」はローリング・ストーン誌のジョン・ランドーに「キャロルの初期の作品のロマンチックさを極端にパロディ化しているようなこびへつらったウィットに富んだ曲」と表現された。ランドーはまた、この曲でのラス・カンケルのドラム演奏の力強さを称賛している。ライターのジェームス・ペロンは歌詞が表面的にはこの歌が女性が夫を喜ばせるためにキャリアに対する欲求を前面に出すべきではないという固定観念を補強しているように読めるかもしれないと述べている。しかしペロンはさらに、この歌手が実際に「情報を得て、」彼女の男性に従う「決断をした」のは、この関係が彼女に「人生を変えるような影響を与えたから」だとも続けている
。
2008年の『つづれおり』の「レガシー・エディション」のリリースでは『つづれおり』のリマスターされたディスクと『つづれおり』全曲の1973年と1976年のコンサートでのキングによる演奏の録音がを収めたディスクが組み合わされていたが、「地の果てまでも」は『つづれおり』が発売されてすぐにキングがこの曲が政治的に正しくないことに気が付き、2000年に歌詞を変更したものをセットリストに再度加えるまでライブでの演奏を止めていたことから含まれていない。

## 演奏
- キャロル・キング – ピアノ、ボーカル

その他のミュージシャン
- メリー・クレイトン – バックグラウンド・ボーカル
- ダニー・"クーチ"・コーチマー – エレクトリック・ギター
- ラス・カンケル - ドラムス
- チャールズ・"チャーリー"・ラーキー – ベース・ギター
- ラルフ・シュケット – エレクトリック・ピアノ
- ジュリア・テイルマン - バックグラウンド・ボーカル

## バーブラ・ストライサンドによるバージョン

### アルバム『バーブラ・ジョーン・ストライサンド』の収録曲
バーブラ・ストライサンドは「地の果てまでも」を『つづれおり』から「地の果てまでも」、「ビューティフル」および「君の友だち」と全部で3曲がカバーされた1971年のアルバム『バーブラ・ジョーン・ストライサンド (アルバム)』に含まれる7曲を収録した1971年4月21日のレコーディング・セッションで録音した。
「地の果てまでも」でストライサンドはビリー・プレストンのオルガン、プロデューサーのリチャード・ペリーのタンバリンで強化された全員女性のバンド、ファニーによるバック演奏を受け、ファニーはクライディー・キング、ヴァネッタ・フィールズおよびオマ・ドレイクを加えてコーラスでも参加した。1971年6月に先行シングルとして発売されると、「地の果てまでも」は丁度トップ40に到達したが、40位がビルボード・ホット100での最高位だった。
1979年のコンピレーション・アルバム『バーブラ・ストライサンド・グレ―テスト・ヒット VOL.2』にはメドレーの「スウィート・インスピレーション/地の果てまでも」が収録されていたが、スタジオ版の「地の果てまでも」はこのアルバムに収録する期間の曲で収録されなかった唯一のトップ40ヒットだった。

### ライブ・メドレー「スウィート・インスピレーション/ 地の果てまでも」
1972年にリリースされたコンサート・アルバム『フォーラム劇場のバーブラ・ストライサンド』は、1972年4月15日にザ・フォーラム（カリフォルニア州イングルウッド）で行われたストライサンドのマクガバン候補応援コンサートの録音で、「スウィート・インスピレーション/ 地の果てまでも」と題されたメドレーで「地の果てまでも」が取り上げられており、ストライサンドのフォーラムでのコンサートでは、「地の果てまでも」と「スウィート・インスピレーション」を同時に演奏したが、後者はダン・ペン/ スプーナー・オールダムによってザ・スウィート・インスピレーションズのために書かれた曲で、1967年に初めてレコーディングされ、1968年春にはビルボード・ホット100で18位を記録するトップ20ヒットとなった曲だった。
ストライサンドは1971年12月24日から1972年1月14日までラスベガスのインターナショナル・ホテルで行われたコンサートで「スウィート・インスピレーション/ 地の果てまでも」のメドレーを初演したが、この曲は1970年1月からエルヴィス・プレスリーのバンド・リーダーを7年間務め、プレスリーのコンサートのコーラスやオープニングアクトを担当したザ・スウィート・インスピレーションズと密接に仕事をしていて「スウィート・インスピレーション」という曲を特に意識していたホテルのミュージカル・ディレクター、ジョー・ゲルシオによるアレンジだった。
「スウィート・インスピレーション/ 地の果てまでも」は演奏時間が6分間あることからシングル・リリースには不向きな選択だったが、1972年5月25日に『フォーラム劇場のバーブラ・ストライサンド』からの先行シングルとしてリリースされた（アルバムは1972年10月にリリースされる）。ストライサンドのスタジオ録音の「地の果てまでも」は彼女の最後の2枚目のシングルとしてリリースされており、どちらのシングルも注目度は高くなかったが、「スウィート・インスピレーション/ 地の果てまでも」は『バーブラ・ジョーン・ストライサンド』からの「地の果てまでも」のチャートでのインパクトに近いもので、「スウィート・インスピレーション/ 地の果てまでも」はトップ40の37位でピークを迎えた。
ストライサンドはエルスツリー・スタジオで1973年の夏に収録され、同年11月2日に放送されたテレビ特番のBarbra Streisand...and Other Musical Instruments でレイ・チャールズのピアノと、レイレッツのコーラスをバックに『フォーラム劇場のバーブラ・ストライサンド』からのシングルの半分ほどに短縮したメドレーを歌った。
1979年のコンピレーション・アルバム『バーブラ・ストライサンド・グレ―テスト・ヒット VOL.2』には「スウィート・インスピレーション/ 地の果てまでも」が収録されているが、ストライサンドのスタジオ・バージョンの「地の果てまでも」は同時期のトップ40ヒット曲の中で唯一除外されている。

### チャート
| 年   | 全米ホット100 | 全米アダルトコンテンポラリー | カナダ ホット100 | カナダ アダルトコンテンポラリー | アルバム                                     | 備考                                           |
| ---- | ------------- | ---------------------------- | ---------------- | ------------------------------- | -------------------------------------------- | ---------------------------------------------- |
| 1971 | 40            | 3                            | 47               | 23                              | 『バーブラ・ジョーン・ストライサンド』       |                                                |
| 1972 | 37            | 15                           | 37               | チャートインせず                | 『フォーラム劇場のバーブラ・ストライサンド』 | 「スウィート・インスピレーション」とのメドレー |

## キャロル・キング／ルイーズ・ゴフィン デュエット版
| 2000年、キャロル・キングは娘のルイーズ・ゴフィンとのデュエット曲として「地の果てまでも」を録音し、The WBのテレビシリーズ『ギルモア・ガールズ』の主題歌に採用された。 | \| 『ギルモア・ガールズ』の主題歌としての「地の果てまでも」についてのエイミー・シャーマン＝パラディーノ \| \| ---------------------------------------------------------------------------------------------------------------------------------------------------------------------------------------------------------------------------------------------------------------------------------------------------------------------------------------------------------------------------------------------------------------------------------------------------------------------------------------------------------------------------------------------------------------------------------------------------------------------------------------------------------------------------------------------------------------------------------------------------------------------------------------------------------------------------------------------------------------------------------------------------------------------------------------------------------------------------------------------- \| \| クラッシックな感じを探していたんだけど、キャロル・キング以上のクラッシックはないと思う - もっと人なんていない。この曲はつながりについての曲で、あなたがリードするところには私がついていく、私たちはいつも一緒にいるということを歌った曲なの。興味深いのは、『タペストリー』の曲を使いたいと思っていたんだけど、そんなことが実現するはずがないと思っていたんだ、だってどうすればいい？私たちは小さなショーで、実際には存在しないし、キャロル・キングは伝説的な存在なの。キャロル・キングは伝説的な存在なんだけど、私たちは彼女に話を聞いてみたんだけど、不思議なことに彼女はこう言ったんだ。「男についていく女のことを歌っていて、時代が違うと感じているので、コンサートではもうあの歌は歌わない。でも、母と娘の考えは大好きだし、娘と一緒に再録音して、自分が書いたこの曲をもっと関連性のあるものに変えることができたら、ぜひそうしたい」...もし100年続けていたとしても、あのテーマソングは絶対に変えられないわ。どうやってテーマソングを変えるの？何てことだ。世界最高のテーマソングだよ [10] \| |
| 『ギルモア・ガールズ』の主題歌としての「地の果てまでも」についてのエイミー・シャーマン＝パラディーノ | |
| クラッシックな感じを探していたんだけど、キャロル・キング以上のクラッシックはないと思う - もっと人なんていない。この曲はつながりについての曲で、あなたがリードするところには私がついていく、私たちはいつも一緒にいるということを歌った曲なの。興味深いのは、『タペストリー』の曲を使いたいと思っていたんだけど、そんなことが実現するはずがないと思っていたんだ、だってどうすればいい？私たちは小さなショーで、実際には存在しないし、キャロル・キングは伝説的な存在なの。キャロル・キングは伝説的な存在なんだけど、私たちは彼女に話を聞いてみたんだけど、不思議なことに彼女はこう言ったんだ。「男についていく女のことを歌っていて、時代が違うと感じているので、コンサートではもうあの歌は歌わない。でも、母と娘の考えは大好きだし、娘と一緒に再録音して、自分が書いたこの曲をもっと関連性のあるものに変えることができたら、ぜひそうしたい」...もし100年続けていたとしても、あのテーマソングは絶対に変えられないわ。どうやってテーマソングを変えるの？何てことだ。世界最高のテーマソングだよ | |

シリーズ・クリエイターのエイミー・シャーマン＝パラディーノに『ギルモア・ガールズ』の主題歌としてオリジナルの『つづれおり』のトラックの使用許可を求められたキングは、パラディーノの目的のためにはオリジナルの音源を使うよりもシリーズのテーマである母娘の関係を反映して歌詞を直したものを、娘のルイーズ・ゴフィンとレコーディングしたいと答えた。
キングはこの曲のオリジナルバージョンの共同作詞者であるトニ・スターンに連絡し、スターンは母娘関係に適用できるように曲のオリジナルのロマンチックな歌詞を微調整し、キングとゴフィンはローレル・キャニオンのキングと、当時のキングの夫グレッグ・ウェルズの自宅にあるホーム・スタジオで、ウェルズのプロデュースで「地の果てまでも」のこの新しいバージョンを録音した。
キングとゴフィンのデュエット曲「地の果てまでも」のフルバージョンは2002年の『ギルモア・ガールズ』での使用曲を集めたアルバムOur Little Corner of the World: Music from Gilmore Girls に初めて収録され、キングの2007年の『ラヴ・メイクス・ザ・ワールド』のデラックス・エディションにも収録された。また、キングとゴフィンが歌うこの曲はキングの2005年のコンサート・アルバム『リビング・ルーム・ツアー』でも聞くことができる。このアルバムでの曲名表示は、『ギルモア・ガールズ』のクレジットでは "Where You Lead" だったのにもかかわらず "Where You Lead I Will Follow" となっている。2010年のトルバドール・リユニオン・ツアーでは、キングは「地の果てまでも」の改訂版をいくつかのツアー会場で披露し、ツアーの共同主宰者であるジェームス・テイラーのギター伴奏とバックボーカルと共にキングがリードボーカルを披露した。
キングとゴフィンはキングが初めて『つづれおり』の全曲を一回のコンサートで演奏したことで注目に値する、キングの2016年7月3日のハイド・パークでのコンサートで「地の果てまでも」の改訂版をデュエットした。キングは「地の果てまでも」の新しいバージョンを歌うという選択について、曲紹介のコメントで「次の曲はあまり演奏しません。この曲はウーマン・リブの直前にできて、一種の「スタンド・バイ・ユア・マン」な歌詞なので、私は[すぐに]この曲を完全には気持ちよく感じて演奏することができなくなりました」と説明し、どのようにこの曲を『ギルモア・ガールズ』の主題歌にしたのかを説明した。

## その他のバージョン
「地の果てまでも」はケイト・テイラーの1971年のアルバム『シスター・ケイト』にも収録されている。この曲では、ピアノにキャロル・キング(キングの夫チャールズ・ラーキーもベースを弾いている)が参加し、コーラスにはキングと『バーブラ・ジョーン・ストライサンド』のバージョンでコーラスを担当していたオマ・ドレイクが参加している。これらの共通の要素にもかかわらず、オールミュージックの評論家ジョー・ヴィグリオネは、テイラーのバージョンはキングとストライサンドの両方のバージョンとは「全く異なる味」を持っていると評価している。ソニー&シェールの1973年のコンサート・アルバム Live in Las Vegas Vol 2 では「地の果てまでも」を「アイ・キャン・シー・クリアリー・ナウ」と「君の友だち」とのメドレーで紹介している。「地の果てまでも」のさまざまなバージョンはリズ・デイモンのオリエント・エクスプレス（アルバムTry a Little Tenderness/ 1971年）、アイリス・ウィリアムズ（アルバム The Many Moods of Iris Williams/ 1976年）、フェイス・ヒル（マルチ・アーティスト・アルバム『つづれおり～キャロル・キング・トリビュート』/ 1995年）、バーバラ・ヒグビー（アルバム Barbara Higbie's Interpretation of Carole King/ 1999年）、マーシャ・ハインズ（アルバム Marcia Sings Tapestry and the Songs of Carole King / 2010年）などによって録音されている。